# Денніс Вілсон
Денніс Карл Вілсон (англ. Dennis Carl Wilson; 4 грудня 1944 — 28 грудня 1983) — американський музикант, насамперед відомий як барабанщик, вокаліст і композитор рок-групи The Beach Boys, брат Браяна і Карла Вілсонів, також членів ансамблю.

## Біографія
Денніс Вілсон народився 4 грудня 1944 року в Інглвуді в сім'ї Меррі і Одрі Вілсонів. Він виріс у Готорні. Його братами були Браян і Карл Вілсон, а Майк Лав був їх двоюрідним братом. Всі вони стали членами гурту The Beach Boys, що його 1961 року організував їхній батько. Саме Денніс Вілсон надихнув гурт на пляжну тематику, пов'язану з серфінгом — він єдиний з членів The Beach Boys займався цим спортом. Основними обов'язками музиканта були гра на барабанах та вокальні партії.
У 1968 році познайомився з музикантом Чарльзом Менсоном. Певний час Менсон і його «сім'я» жили в особняку Вілсона; сам Менсон сподівався, що Вілсон допоможе йому налагодити зв'язки у професійних музичних колах. Гурт The Beach Boys записав пісню «Never Learn Not To Love», яку Менсон написав у співпраці з Вілсоном, і включив її до альбому «20/20». За рік Менсона засудили як організатора масових убивств у Голлівуді.
З кінця 1960-х років Вілсон брав активнішу участь в написанні пісень ансамблю, поступово накопичуючи матеріал і для власного сольного альбому («Pacific Ocean Blue», 1977).
На початку 1970-х років Вілсон на деякий час полишив займатися The Beach Boys (обов'язки барабанщика в гурті виконували Рікі Фатаар і Майк Ковальський). 28 грудня 1983 року, пірнаючи в бухті Марина-дель-Рей нетверезим, Денніс Вілсон потонув. Тіло музиканта, з особливого дозволу, поховали в морі.
Введений до Зали слави рок-н-ролу вже посмертно, у 1988 році.

## Дискографія
- Pacific Ocean Blue (1977) і перевидання Pacific Ocean Blue & Bambu (2008)